# Estación de Marseille-Saint-Charles
La estación de Marseille-Saint-Charles es la principal estación ferroviaria de la ciudad francesa de Marsella. Construida por el ingeniero Gustave Desplaces, está unida a la ciudad gracias a una escalera de piedra monumental clasificada como monumento histórico.
Durante mucho tiempo, y hasta la llegada del avión, la estación fue paso obligado de los viajes desde Europa hasta el norte de África y Oriente Medio, que utilizaban habitualmente el puerto de Marsella. La llegada de la alta velocidad, en 2007, duplicó su tráfico de viajeros al permitir viajes entre Marsella y París en 3 horas. 

## Situación ferroviaria
La estación se sitúa en nudo ferroviario que abarca las siguientes líneas férreas:
- Línea férrea París ↔ Marsella. Ubicada en el PK 862,125, la estación cierra el trazado de uno de los principales ejes radiales de la red ferroviaria francesa.
- Línea férrea Lyon ↔ Marsella, vía Grenoble. Trazado alternativo al que sigue el curso del río Ródano, esta vía se caracteriza por un trazado especialmente sinuoso.
- Línea férrea Marsella ↔ Vintimille. Une Marsella con la frontera italiana. A pesar de ello, el avión es preferido a su uso dado que el trazado de la línea, con numerosas curvas cerradas, puentes y túneles impide altas velocidades.
- Línea férrea Marsella-Saint-Charles ↔ Marsella Joliette. Línea de apenas tres kilómetros que sirve de interconexión urbana.

## Historia
La estación fue inaugurada, sin estar totalmente concluida, el 8 de enero de 1848. Este primer edificio tenía forma de U y estaba protegido por una gran vidriera. Dada su ubicación en una pequeña llanura elevada, en 1925, se terminó la construcción de una escalera de piedra monumental que mejoraba la accesibilidad del recinto dado que permitía un acceso directo de la estación al céntrico bulevar de Atenas. La misma se decoró con estatuas que representan temas relacionados con África y Oriente Medio. La escalera mide 15,5 metros de alto y posee 104 escalones con diversos descansillos.  
Tras la Segunda Guerra Mundial la estación sufrió una ampliación que llevó a destruir los edificios de la zona norte para construir nuevos andenes, y la sede regional de la SNCF. Además, se reordenó la planta baja y se realizó un nuevo aparcamiento.
En la década de los 90, surgió la necesidad de una nueva remodelación dada la mala integración de las obras anteriores en el conjunto y a un creciente problema de insalubridad e inseguridad en las instalaciones. Aun así, hubo que esperar hasta junio de 2001 para que se vieran los primeros cambios visibles que afectaron tanto a los aparcamientos, como a los andenes, planta baja y fachada principal, la cual fue totalmente restaurada para recuperar su diseño original. El 10 de diciembre de 2007, un nuevo vestíbulo, mucho más moderno y funcional, que ampliaba considerablemente el antiguo fue inaugurado. Incluye una superficie acristalada de 6 400 metros cuadrados y mejora la intermodalidad del recinto.

## Servicios ferroviarios

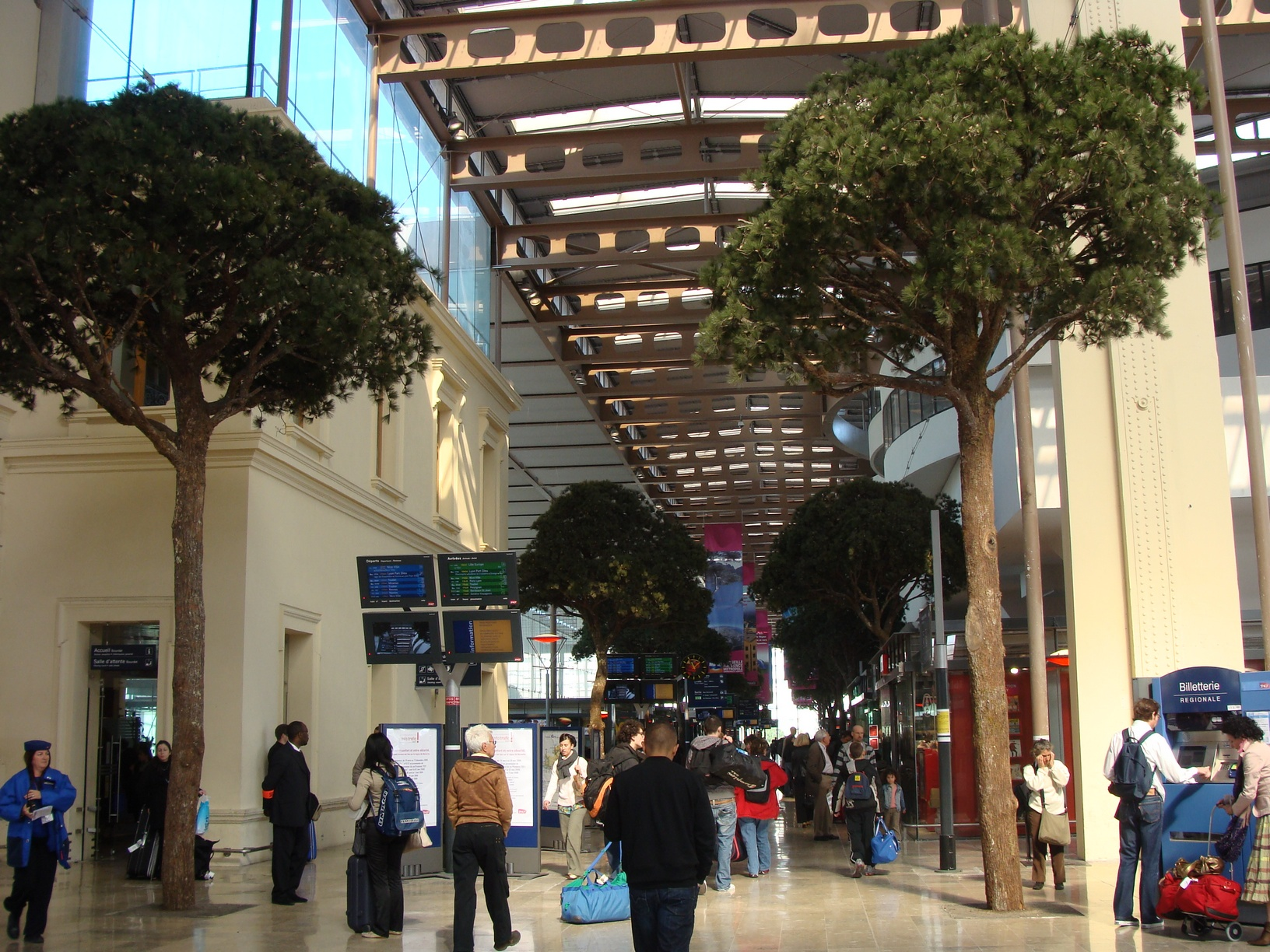
El nuevo vestíbulo inaugurado en 2007

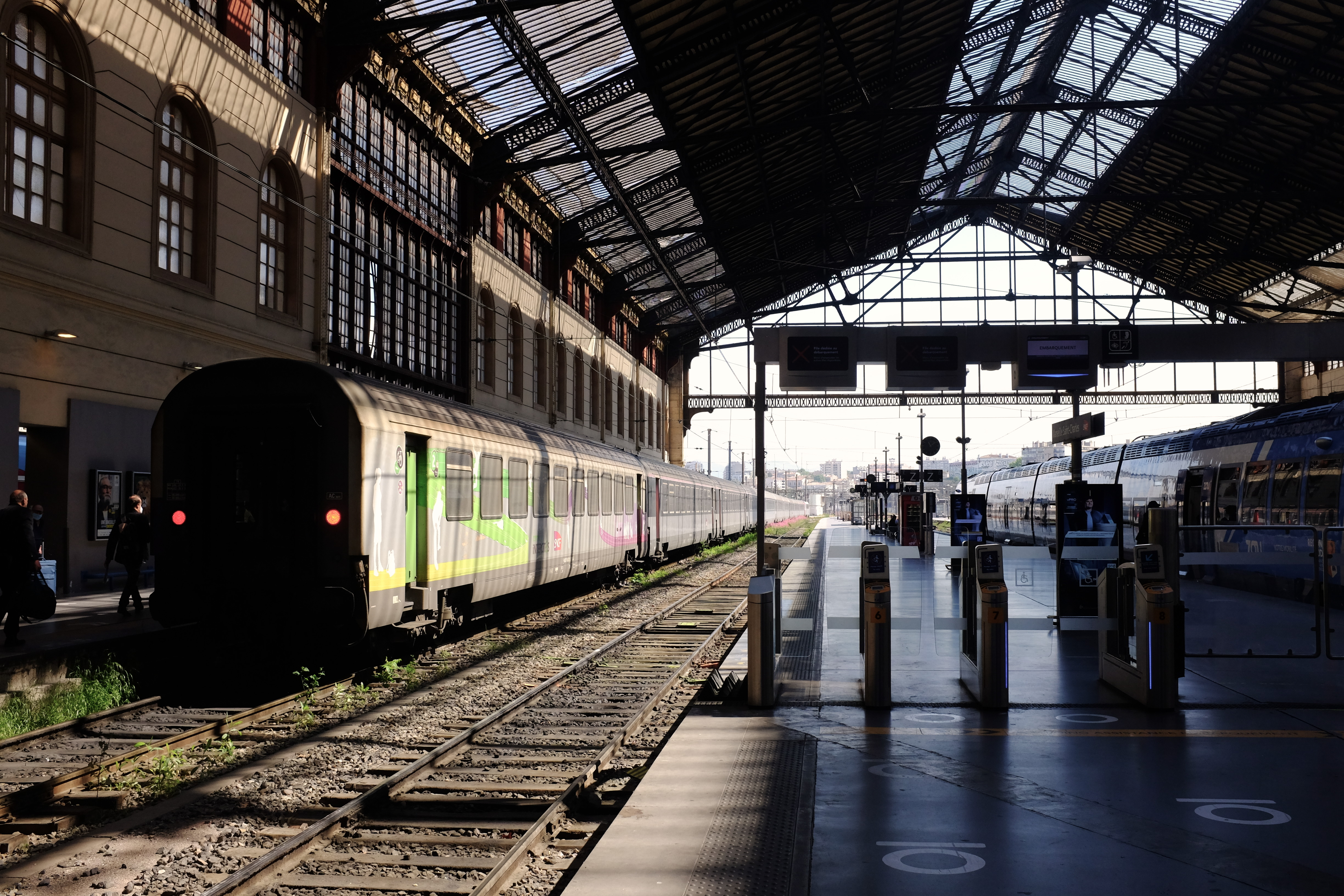
Trenes en la estación

### Alta velocidad
Un elevado número de trenes de alta velocidad transitan por la estación:
- Línea Madrid-Atocha ↔ Barcelona-Sants ↔ Marsella
- Línea Londres ↔ Marsella. Tren TGV.
- Línea París ↔ Marsella. Tren TGV.
- Línea París ↔ Toulon / Hyères. Tren TGV.
- Línea Le Havre ↔ Marsella. Tren TGV.
- Línea Lille / Bruselas ↔ Marsella. Tren TGV.
- Línea Metz / Dijon ↔ Marsella. Tren TGV.
- Línea Nantes / Rennes ↔ Marsella. Tren TGV.
- Línea Estrasburgo / Ginebra ↔ Marsella. Tren TGV.
- Línea Fráncfort del Meno ↔ Marsella. Tren TGV.
- Línea Ámsterdam ↔ Marsella. Tren Thalys. Estacional (verano).

### Grandes líneas
La gran mayoría del tráfico de grandes líneas ha sido absorbido por la alta velocidad, por ello apenas se cubren los siguientes trayectos:
- Línea Burdeos ↔ Marsella. Tren Téoz.

### Regionales
Un gran número de TER transitan por la estación cubriendo los siguientes trazados:
- Línea Aviñón vía Arlés ↔ Marsella.
- Línea Aviñón vía Arlés ↔ Marsella.
- Línea Miramas ↔ Marsella.
- Línea Briançon / Gap ↔ Marsella.
- Línea Aix-en-Provence ↔ Marsella.
- Línea Marsella ↔ Toulon ↔ Hyères.
- Línea Marsella ↔ Niza.
- Línea Lyon ↔ Marsella.
- Línea Narbonne / Montpellier ↔ Marsella.